# Sitzendorf (Gemeinde Irnfritz-Messern)
Sitzendorf ist eine Ortschaft und eine Katastralgemeinde der Gemeinde Irnfritz-Messern im Bezirk Horn in Niederösterreich.

## Geschichte
Laut Adressbuch von Österreich waren im Jahr 1938 in Sitzendorf ein Binder, ein Zimmermeister und mehrere Landwirte ansässig.

## Siedlungsentwicklung
Zum Jahreswechsel 1979/1980 befanden sich in der Katastralgemeinde Sitzendorf insgesamt 24 Bauflächen mit 12.936 m² und 22 Gärten auf 31.786 m², 1989/1990 gab es 24 Bauflächen. 1999/2000 war die Zahl der Bauflächen auf 49 angewachsen und 2009/2010 bestanden 23 Gebäude auf 50 Bauflächen.

## Bodennutzung
Die Katastralgemeinde ist landwirtschaftlich geprägt. 114 Hektar wurden zum Jahreswechsel 1979/1980 landwirtschaftlich genutzt und 48 Hektar waren forstwirtschaftlich geführte Waldflächen. 1999/2000 wurde auf 114 Hektar Landwirtschaft betrieben und 51 Hektar waren als forstwirtschaftlich genutzte Flächen ausgewiesen. Ende 2018 waren 108 Hektar als landwirtschaftliche Flächen genutzt und Forstwirtschaft wurde auf 51 Hektar betrieben. Die durchschnittliche Bodenklimazahl von Sitzendorf beträgt 28,5 (Stand 2010).